# Campeonato Mundial de Natação em Piscina Curta de 2014 - 4x100 m medley masculino
A prova dos 4x100 metros medley masculino do Campeonato Mundial de Natação em Piscina Curta de 2014 foi disputado em 7 de dezembro no Centro Aquático Aspire Sports Complex em Doha.

## Recordes
Antes desta competição, os recordes mundiais e do campeonato nesta prova eram os seguintes:
|    | Nacionalidade  | Tempo   | Local           | Data                   |
| -- | -------------- | ------- | --------------- | ---------------------- |
| WR | Rússia         | 3:19.16 | São Petersburgo | 20 de dezembro de 2009 |
| CR | Estados Unidos | 3:20.99 | Dubai           | 19 de dezembro de 2010 |

## Medalhistas
| Ouro                                                                         | Prata                                                                   | Bronze                                                                             |
| Brasil · Guilherme Guido · Felipe França Silva · Marcos Macedo · César Cielo | Estados Unidos · Matt Grevers · Cody Miller · Tom Shields · Ryan Lochte | França · Florent Manaudou · Giacomo Perez-Dortona · Mehdy Metella · Clément Mignon |

## Resultados

### Eliminatórias
As eliminatórias ocorreram dia 7 de dezembro. 
| Colocação | Bateria | Raia | Nacionalidade    | Nome | Tempo   | Notas |
| --------- | ------- | ---- | ---------------- | --- | ------- | ----- |
| 1         | 3       | 8    | França           | Benjamin Stasiulis (50.89) Giacomo Perez-Dortona (57.01) Mehdy Metella (50.15) Clément Mignon (45.92)                    | 3:23.97 | Q     |
| 2         | 1       | 5    | Austrália        | Mitch Larkin (50.00) Jake Packard (57.80) Tommaso D'Orsogna (49.95) Matthew Abood (46.87)                                | 3:24.62 | Q     |
| 3         | 1       | 4    | Rússia           | Stanislav Donets (50.50) Oleg Kostin (57.26) Aleksandr Popkov (50.67) Oleg Tikhobaev (46.59)                             | 3:25.02 | Q     |
| 4         | 3       | 9    | Alemanha         | Christian Diener (50.78) Marco Koch (57.40) Steffen Deibler (50.11) Marco di Carli (47.50)                               | 3:25.79 | Q     |
| 5         | 2       | 5    | Estados Unidos   | Eugene Godsoe (50.52) Brad Craig (57.73) Darian Townsend (51.01) Jimmy Feigen (47.03)                                    | 3:26.29 | Q     |
| 6         | 3       | 5    | Japão            | Kosuke Hagino (51.21) Yasuhiro Koseki (57.67) Takuro Fujii (50.86) Katsumi Nakamura (46.65)                              | 3:26.39 | Q     |
| 7         | 2       | 0    | Brasil           | Guilherme Guido (51.05) João Luiz Gomes Júnior (58.46) Marcos Macedo (49.51) Henrique Martins (47.50)                    | 3:26.52 | Q     |
| 8         | 3       | 4    | Reino Unido      | Chris Walker-Hebborn (51.45) Adam Peaty (57.38) Adam Barrett (51.09) Ben Proud (46.89)                                   | 3:26.81 | Q     |
| 9         | 2       | 6    | Itália           | Niccolo Bonacchi (51.56) Andrea Toniato (58.40) Matteo Rivolta (50.67) Luca Dotto (46.42)                                | 3:27.05 |       |
| 10        | 2       | 7    | Hungria          | David Foldhazi (52.17) Dániel Gyurta (56.97) Peter Holoda (51.60) Dominik Kozma (46.40)                                  | 3:27.14 |       |
| 11        | 2       | 9    | Lituânia         | Danas Rapšys (51.25) Giedrius Titenis (58.79) Tadas Duškinas (50.83) Mindaugas Sadauskas (47.89)                         | 3:28.76 |       |
| 12        | 2       | 2    | Croácia          | Saša Gerbec (53.85) Kristijan Tomić (58.97) Mario Todorović (51.98) Ivan Levaj (47.51)                                   | 3:32.31 |       |
| 13        | 3       | 3    | Chéquia          | Martin Baďura (53.02) Petr Bartůněk (59.77) Jan Šefl (52.14) David Kunčar (48.96)                                        | 3:33.89 |       |
| 14        | 3       | 2    | África do Sul    | Charl Crous (53.23) Giulio Zorzi (1:00.69) Clayton Jimmie (53.11) Leith Shankland (47.60)                                | 3:34.63 |       |
| 15        | 2       | 8    | Uzbequistão      | Daniil Bukin (55.37) Vladislav Mustafin (1:00.15) Aleksey Derlyugov (53.39) Khurshidjon Tursunov (49.25)                 | 3:38.16 |       |
| 16        | 1       | 1    | Paraguai         | Charles Hockin (54.77) Renato Prono (1:01.69) Max Abreu (53.74) Ben Hockin (48.09)                                       | 3:38.29 |       |
| 17        | 2       | 1    | Hong Kong        | Lau Shiu Yue (54.75) Wong Chun Yan (1:02.33) Ng Chun Nam (55.66) Mak Ho Lun (50.11)                                      | 3:42.85 |       |
| 18        | 1       | 6    | Islândia         | Davíð Hildiberg Aðalsteinsson (54.63) Kristinn Þórarinsson (1:03.13) Daniel Pálsson (55.03) Kristofer Sigurðsson (50.37) | 3:43.16 |       |
| 19        | 2       | 4    | Filipinas        | Axel Ngui (58.53) Joshua Hall (1:00.98) Dhill Lee (53.74) Jeremy Lim (52.65)                                             | 3:45.90 |       |
| 20        | 3       | 0    | Macau            | Yum Cheng Man (59.99) Chao Man Hou (1:00.47) Sio Ka Kun (59.55) Wong Pok Lao (53.92)                                     | 3:53.93 |       |
| 21        | 1       | 3    | Papua-Nova Guiné | Ryan Pini (52.46) Livingston Aika (1:14.15) Bobby Akunaii (1:02.23) Stanford Kawale (54.69)                              | 4:03.53 |       |
| 22        | 1       | 2    | Albânia          | Aleksander Ngresi (1:09.36) Deni Baholli (1:13.32) Franci Aleksi (1:01.95) Klavio Meça (57.01)                           | 4:21.64 |       |
| 23        | 3       | 6    | Seicheles        | Dean Hoffman (1:06.34) Pierre-Andre Adam (1:08.14) Adam Moncherry (1:04.88) Justin Payet (1:02.66)                       | 4:22.02 |       |
| —         | 1       | 7    | Bahamas          | |         | DNS   |
| —         | 2       | 3    | China            | |         | DNS   |
| —         | 3       | 1    | Suíça            | |         | DNS   |
| —         | 3       | 7    | Argélia          | |         | DNS   |

### Final
A final teve sua disputa realizada em 7 de dezembro. 
| Colocação         | Raia | Nacionalidade  | Nome                                                                                                 | Tempo   | Notas |
| ----------------- | ---- | -------------- | --- | ------- | ----- |
| Medalha de ouro   | 1    | Brasil         | Guilherme Guido (50.11) Felipe França (56.73) Marcos Macedo (49.63) César Cielo (44.67)              | 3:21.14 | SA    |
| Medalha de prata  | 2    | Estados Unidos | Matt Grevers (49.79) Cody Miller (57.03) Tom Shields (48.80) Ryan Lochte (45.87)                     | 3:21.49 |       |
| Medalha de bronze | 4    | França         | Florent Manaudou (50.35) Giacomo Perez-Dortona (57.00) Mehdy Metella (49.07) Clément Mignon (45.84)  | 3:22.26 |       |
| 4                 | 3    | Rússia         | Stanislav Donets (50.28) Kirill Prigoda (57.20) Yevgeny Korotyshkin (49.50) Vladimir Morozov (45.55) | 3:22.53 |       |
| 5                 | 8    | Reino Unido    | Chris Walker-Hebborn (50.57) Adam Peaty (56.23) Adam Barrett (49.01) Ben Proud (46.97)               | 3:22.78 |       |
| 6                 | 5    | Austrália      | Mitch Larkin (49.99) Jake Packard (57.22) Tommaso D'Orsogna (49.87) Cameron McEvoy (45.78)           | 3:22.86 |       |
| 7                 | 7    | Japão          | Ryosuke Irie (50.28) Yasuhiro Koseki (56.62) Kosuke Hagino (49.98) Shinri Shioura (46.04)            | 3:22.92 |       |
| 8                 | 6    | Alemanha       | Christian Diener (50.93) Marco Koch (56.79) Steffen Deibler (49.72) Markus Deibler (45.93)           | 3:23.37 |       |

Legenda
| Recorde mundial       | Recorde mundial (World record)               |                       | Recorde africano                      | Recorde africano (African) |                                           | Q | Classificado por posição (Qualified) |
| Recorde do campeonato | Recorde do campeonato (Championship record)  | Recorde da América    | Recorde da América (Americas)         | q                          | Classificado por melhor tempo (Qualified) |   |                                      |
| Melhor marca do ano   | Melhor marca do ano (World leading)          | Recorde asiático      | Recorde asiático (Asian)              | DNS                        | Não largou (Did not start)                |   |                                      |
| Recorde nacional      | Recorde nacional (National record)           | Recorde europeu       | Recorde europeu (European)            | DNF                        | Não terminou (Did not finish)             |   |                                      |
| Recorde pessoal       | Recorde pessoal do atleta (Personal best)    | Recorde da Oceania    | Recorde da Oceania (Oceania)          | DSQ / DQ                   | Desclassificado (Disqualified)            |   |                                      |
| Recorde da temporada  | Recorde da temporada do atleta (Season best) | Recorde sul-americano | Recorde sul-americano (South America) | NM                         | Sem marca (No mark)                       |   |                                      |